# Oratorio della Compagnia del Santissimo Sacramento (Carini)
L'oratorio della Compagnia del Santissimo Sacramento della città di Carini venne edificato accanto alla Chiesa Madre.

## Storia
La Compagnia nacque verso il 1550 in seguito a un rinnovato fervore religioso verso l'eucaristia. Poco dopo venne loro concesso di costruire un proprio oratorio accanto alla chiesa madre, eretto tra il 1567 e il 1568. Tra i compiti che svolgeva la Compagnia aveva particolare rilievo sociale quello di aiutare le fanciulle indigenti da maritare provvedendo alla loro dote con i contributi dei fedeli.
L'oratorio è spesso usato per matrimoni, anche da coppie che vengono da Palermo.

## Descrizione
L'oratorio si presenta oggi come uno dei migliori esempi di insieme di stucchi della scuola di Giacomo Serpotta, caratterizzati dal candore e dalla complessità decorativa. Risalgono al XVIII secolo e sono opera del figlio di Giacomo, Procopio e del trapanese Vincenzo Messina.
Agli angoli e lungo le pareti si trovano otto statue delle Virtù e altre personificazioni. Il resto della decorazione illustra invece il mistero dell'eucaristia, con Il Santissimo che riceve l'adorazione di una belva, L'Adorazione della mula per ordine di sant'Antonio da Padova, I miracoli di Bolsena, di Torino e di San Pasquale.
La volta è decorata da affreschi coevi di Giuseppe Velasco, con, al centro, il Trionfo dell'eucaristia e, ai lati, Evangelisti, Profeti e Re dell'Antico Testamento, oltre alle Figure del sacrificio eucaristico.
L'altare ospita la pala dell'Ultima cena, opera del primo Seicento attribuita a Pietro D'Asaro, detto il "Monocolo di Racalmuto". All'ingresso una pittura su lavagna con la Madonna del Monserrato, di autore ignoto.